# For Man
For Man fue un canal de televisión prémium de contenido pornográfico brasileño. El canal transmitía cine hardcore orientado al público gay masculino. Cada semana se presentaban cuatro estrenos, haciendo un total de 200 películas al año.

## Historia
Fue lanzado en Brasil el día 31 de marzo de 2005 por Globosat. Fue el primer canal que difundía las producciones brasileñas de este género, precisaba en su momento a la AFP, Felipe Shmidt, responsable del servicio de comunicaciones de Globosat.
Para 2006, como parte de su segunda etapa, se tenía planificado diversificar la barra de la programación con emisiones que revelarían el universo gay brasileño, lugares de ocio, modas, usos y costumbres.
Para respetar la privacidad de los suscriptores que adquieren la señal (realizada vía telefónica, por Internet o por telecomando), el recibo de la transacción no "precisaba la naturaleza" de los contenidos.
En 2007, mediante un acuerdo entre Globosat y Playboy TV Latin America (empresa formada por el sello Playboy Enterprises y Claxson Interactive Group), cerraron un acuerdo para la creación de la marca Playboy do Brasil Entretenimento. Mediante dicho acuerdo, en el año 2008 el canal fue lanzado al resto de Latinoamérica por Claxson Interactive Group, absorbiendo al canal G Channel.
El 31 de agosto de 2015, Globosat anunció el fin de las transmisiones del canal en Brasil el 1 de octubre. Este cese de transmisiones se produjo debido a la pequeña base de abonados y la oferta de contenido en Internet. Meses más tarde, el cese llegó a toda Latinoamérica debido a baja audiencia, el canal cerró sus operaciones el 12 de octubre de 2016.

## Logotipo

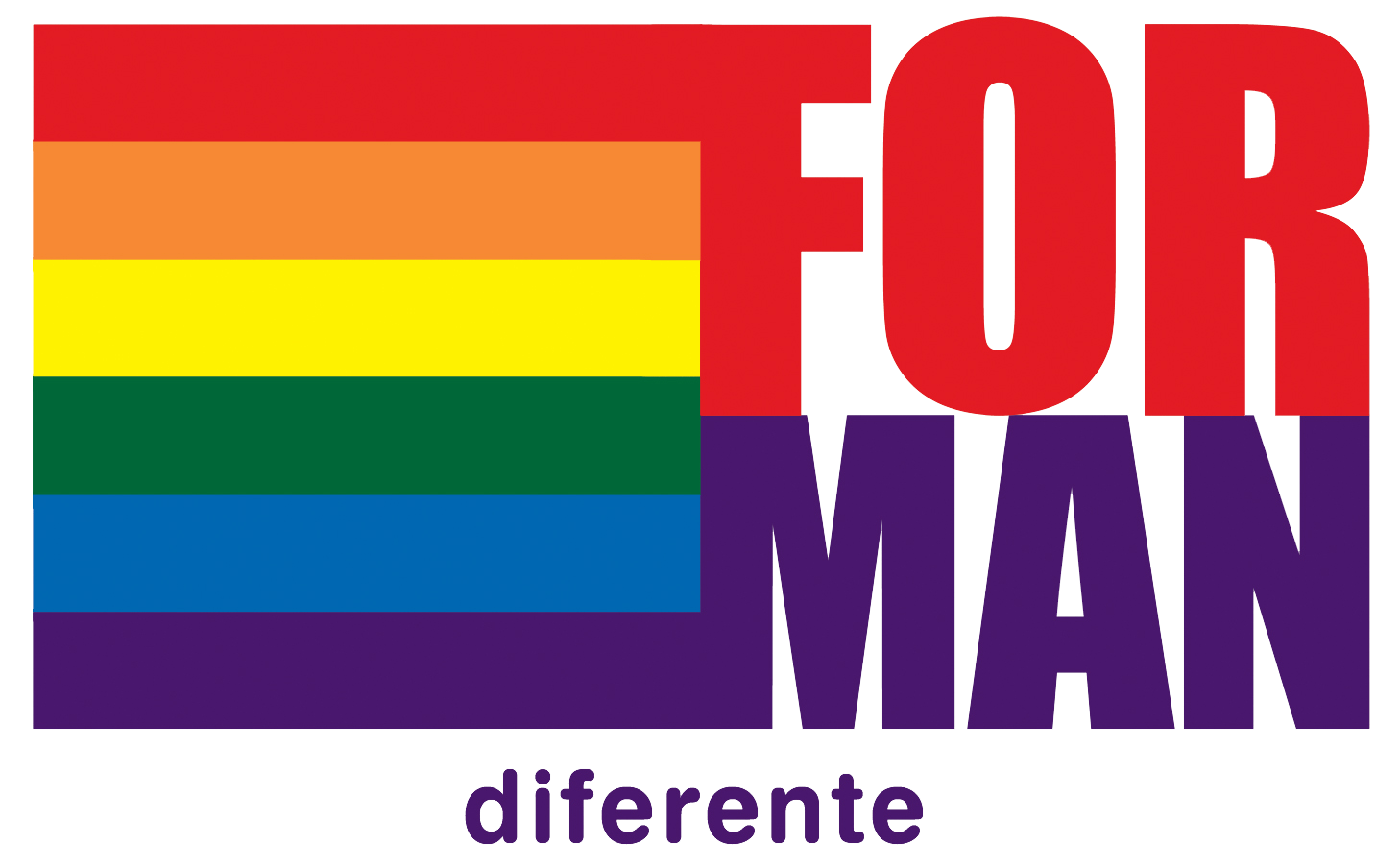
Logo utilizado desde 2007 hasta 2013.

El logotipo del canal, estaba basado en la bandera gay recortada parcialmente con los títulos FOR (en rojo, primer color de la bandera) y MAN (en violeta, último color) en mayúscula con fuente Impact. Abajo se distingue la leyenda Diferente, eslogan que acompañó a la imagen de la empresa hasta su cierre.